# I Microzoi

I Microzoi (Les animalcules) est une pièce de théâtre de Beniamino Joppolo, écrite en 1959.

## Personnages
- L'animalcule en frac
- Voix d'animalcules / Chœur d'animalcules
- L'animalcule mystique
- L'animalcule diplomate
- L'animalcule puissant
- L'animalcule mystique qui se transformera peu à peu en Fœtus blanc puis en Nouveau-né blanc
- L'animalcule diplomate qui se transformera peu à peu en Fœtus violet puis en Nouveau-né violet
- L'animalcule puissant qui se transformera peu à peu en Fœtus rouge puis en Nouveau-né rouge
- Lui
- Elle
- La voix du magnétophone
- Premier magnétophone
- Deuxième magnétophone
- Un miroir
- Un acteur

## Résumé
Una premessa e quattro situazioni [un avant-propos et quatre situations]
Premessa [Avant-propos]
L'animalcule en frac s'avance, et annonce son identité. Il n'est qu'un spermatozoïde, et tente d'expliquer d'où il vient. D'autres voix d'animalcules se moquent de lui et de ses présentations empruntées et le forcent à quitter le plateau en prétextant des origines végétales ou minérales farfelues. 
Prima situazione [Première situation]
Une multitude de voix d'animalcules, serrés les uns contre les autres, certains sont amusés, d'autres énervés, d'autres encore perdus. Tout porte à croire qu'ils se trouvent dans un testicule, mais à aucun moment cela n'est précisé. L'animalcule en frac sert de contrepoint dialogique grâce à des interventions éthérées et poétiques. Sur scène, l'animalcule mystique, l'animalcule puissant et l'animalcule diplomate, de forme sphérique, pleine, coiffés d'un drapeau blanc précisant leur nom. L'arrivée de nouveaux animalcules est annoncée, tel un nouveau déluge universel. Le chœur d'animalcules s'engage à travers le tube scénographique, suivi des trois animalcules visibles, dont les vicissitudes commencent à se préciser.
Seconda situazione [Deuxième situation]
Les animalcules sont désormais dans une matrice féminine. Le chœur d'animalcules intervient par des cris et des lamentations. L'agonie des uns laisse place à la tranquillité des trois autres. Alors que leurs camarades meurent les uns après les autres, le diplomate, le mystique et le puissant se supportent toujours moins. Le diplomate s'interpose à plusieurs reprises pour les séparer. Au rythme des contractions de cet espace clos, plusieurs coulées d'humeurs colorées emportent le trio qui se nourrit des liquides tombés du ciel. Une contraction violente les fait évoluer. Ils perdent leur blancheur immaculée et leurs drapeaux et les animalcules mystique, puissant et diplomate deviennent respectivement blanc, rouge et violet, puis s'autoproclament fœtus aux couleurs bigarrées. Une illumination divine signifiant un laps de temps conséquent permet aux fœtus de se réveiller dans un nouvel au-delà. Une nouvelle douche les affuble de membres développés, ce qui donne l'occasion au fœtus rouge d'attenter à la vie du fœtus blanc, pendant que des bruits leur parviennent progressivement. Accrochés aux parois de leur lieu de vie, ils subissent un nouveau déluge et sont finalement poussés vers un canal lumineux qui les terrorise. 
Terza situazione [Troisième situation]
Dans un salon dépouillé, un homme et une femme discutent. L'amour et la mort sont les thèmes de prédilection. Il lui propose un rituel pour se débarrasser de la peur du trépas, et commence par lui demander de se dévêtir. Un magnétophone est alors enclenché. Pendant qu'il réalise un plâtre de son corps, l'homme évoque l'éternité, le passage d'au-delà en au-delà successifs, et l'oint d'huile sacrée. Le plâtre est alors déposé à leurs côtés, et le ruban magnétique rembobiné. Un dialogue entre leurs voix enregistrées et leurs voix naturelles, jouant sur les pauses de la première étape de l'action, s'engage alors. La plénitude emplit les deux personnages qui, après s'être rhabillés, sortent de scène.
Quarta situazione [Quatrième situation]
Deux magnétophones se font face dans une pièce nue. D'une même voix enregistrée, ils se répondent et discutent, entre deux instants d'un bruit sourd et omniprésent. L'unité de leur identité vocale les rend inséparables. L'un veut comprendre pourquoi il est également l'autre. Une dispute les oppose. Une personne fait alors son entrée, et se lance dans une discussion muette avec son propre reflet dans un miroir spécialement disposé au centre du plateau. Cet individu suivra du bout des lèvres et par les gestes les paroles des deux magnétophones. La mort et son mystère sont au centre des échanges. Un magnétophone évoque le crime perpétré par une mère ayant mis fin aux jours de ses quatre enfants. Le thème de la dissociation de l'âme et du corps amène les deux magnétophones à une dernière violente dispute qui aboutit à la destruction du miroir, accompagnée d'une dernière tirade sur la vie.

## Année de parution
- I microzoi (premessa e prime due situazioni), Milano, « Marcatrè », N. 8-9-10, Lerici Editori, luglio-agosto-settembre 1964.
- I microzoi, una premessa e quattro situazioni, Roma « Ridotto », N. 8-9, agosto-settembre 1982.
- I microzoi, in Teatro, volume terzo, Pungitopo, Marina di Patti, 2013 (?).

## Mots clés
Humour, sexualité, mort, au-delà, circularité, magnétophone, âme.

## Mises en scène
Mai 2008 : mise en scène de Roberto Bonaventura ; décors et costumes de Giovanni La Fauci, musique originale d'Orazio Corsaro. Production du Teatro Vittorio Emanuele, Messine.

## Remarques
Une traduction fut réalisée en 1959 par Angela Delmont, en vue d'une mise en scène et d'une publication françaises. 
L'auteur évoque l'écriture de la pièce dans les Cronache di Parigi [Chroniques parisiennes] et la définit comme une composition théâtrale sur la lutte engagée par les créatures humaines pour passer des zones prénatales aux hiérarchies célestes (« Scrisse un lavoro teatrale, nel quale seguiva la lotta delle creature umane intrapresa per venire alla luce dalle zone prenatali, e giungere poi alle gerarchie celesti », Cronache di Parigi, deuxième partie inédite de La doppia storia, manuscrit, p. 1347) .